# Tennis Masters Cup 2006 - Singolare
Il singolare del Tennis Masters Cup 2006 è stato un torneo di tennis facente parte dell'ATP Tour.
David Nalbandian era il detentore del titolo, ma ha perso in semifinale contro James Blake.
Roger Federer ha battuto in finale 6–0, 6–3, 6–4 James Blake.

## Teste di serie
1. Roger Federer (campione)
2. Rafael Nadal (semifinali)
3. Nikolaj Davydenko (round robin)
4. Ivan Ljubičić (round robin)

1. Andy Roddick (round robin)
2. Tommy Robredo (round robin)
3. David Nalbandian (semifinali)
4. James Blake (finale)

## Tabellone

### Legenda
| - Q = Qualificato - WC = Wild card - LL = Lucky loser | - ALT = Alternate - SE = Special Exempt - PR = Protected Ranking | - w/o = Walkover - r = Ritirato - d = Squalificato |

### Finale
|  | Semifinale | Semifinale       | Semifinale       | Semifinale       | Semifinale       | Semifinale | Semifinale |  |  | Finale | Finale        | Finale        | Finale        | Finale | Finale | Finale |  |
|  |            |                  |                  |                  |                  |            |            |  |  |        |               |               |               |        |        |        |  |
|  | 1          | Roger Federer    | Roger Federer    | Roger Federer    | Roger Federer    | 6          | 7          |  |  |        |               |               |               |        |        |        |  |
|  | 2          | Rafael Nadal     | Rafael Nadal     | Rafael Nadal     | Rafael Nadal     | 4          | 5          |  |  | 1      | Roger Federer | Roger Federer | Roger Federer | 6      | 6      | 6      |  |
|  | 8          | James Blake      | James Blake      | James Blake      | James Blake      | 6          | 6          |  |  | 8      | James Blake   | James Blake   | James Blake   | 0      | 3      | 4      |  |
|  | 7          | David Nalbandian | David Nalbandian | David Nalbandian | David Nalbandian | 4          | 1          |  |  |        |               |               |               |        |        |        |  |

### Gruppo rosso
|   |                  | Federer          | Ljubičić         | Roddick          | Nalbandian       | RR V–P | Set V–P      | Game V–P | Posizione |
| 1 | Roger Federer    |                  | 7–6(2), 6–4      | 4–6, 7–6(8), 6–4 | 3–6, 6–1, 6–1    | 3–0    | 6–2          | 45–34    | 1         |
| 4 | Ivan Ljubičić    | 6(2)–7, 4–6      |                  | 4–6, 7–6(9), 1–6 | 5–7, 7–6(7), 7–5 | 1–2    | 3–5 (37.50%) | 41–49    | 4         |
| 5 | Andy Roddick     | 6–4, 6(8)–7, 4–6 | 6–4, 6(9)–7, 6–1 |                  | 2–6, 6(4)–7      | 1–2    | 3–5 (37.50%) | 42–42    | 3         |
| 7 | David Nalbandian | 6–3, 1–6, 1–6    | 7–5, 6(7)–7, 5–7 | 6–2, 7–6(4)      |                  | 1–2    | 4–4 (50.00%) | 39–42    | 2         |

La classifica viene stilata in base ai seguenti criteri: 1) Numero di vittorie; 2) Numero di partite giocate; 3) Scontri diretti (in caso di due giocatori pari merito ); 4) Percentuale di set vinti o di games vinti (in caso di tre giocatori pari merito ); 5) Decisione della commissione.

### Gruppo oro
|   |                   | Nadal         | Davydenko        | Robredo          | Blake         | RR V–P | Set V–P | Game V–P | Posizione |
| 2 | Rafael Nadal      |               | 5–7, 6–4, 6–4    | 7–6(2), 6–2      | 4–6, 6(0)–7   | 2–1    | 4–3     | 40–36    | 2         |
| 3 | Nikolaj Davydenko | 7–5, 4–6, 4–6 |                  | 7–6(8), 3–6, 6–1 | 6–2, 4–6, 5–7 | 1–2    | 4–5     | 46–45    | 3         |
| 6 | Tommy Robredo     | 6(2)–7, 2–6   | 6(8)–7, 6–3, 1–6 |                  | 6–2, 3–6, 7–5 | 1–2    | 3–5     | 37–42    | 4         |
| 8 | James Blake       | 6–4, 7–6(0)   | 2–6, 6–4, 7–5    | 2–6, 6–3, 5–7    |               | 2–1    | 5–3     | 41–41    | 1         |

La classifica viene stilata in base ai seguenti criteri: 1) Numero di vittorie; 2) Numero di partite giocate; 3) Scontri diretti (in caso di due giocatori pari merito ); 4) Percentuale di set vinti o di games vinti (in caso di tre giocatori pari merito ); 5) Decisione della commissione.